# Liste der Bodendenkmäler in Kranenburg (Niederrhein)
Die Liste der Bodendenkmäler in Kranenburg enthält die denkmalgeschützten unterirdischen baulichen Anlagen, Reste oberirdischer baulicher Anlagen, Zeugnisse tierischen und pflanzlichen Lebens und paläontologischen Reste auf dem Gebiet der Gemeinde Kranenburg im Kreis Kleve in Nordrhein-Westfalen (Stand: August 2020). Diese Bodendenkmäler sind in Teil B der Denkmalliste der Gemeinde Kranenburg eingetragen; Grundlage für die Aufnahme ist das Denkmalschutzgesetz Nordrhein-Westfalen (DSchG NRW).
| Bild           | Bezeichnung                                                                         | Lage                                      | Beschreibung | Bauzeit | Eingetragen seit      | Denkmal- nummer |
| -------------- | ----------------------------------------------------------------------------------- | ----------------------------------------- | ------------ | ------- | --------------------- | --------------- |
|                | KLE 021 Mittelalterliche Wurt Lange Huven                                           | Kranenburg Lange Huven                    |              |         | 12.01.1990            | 1               |
|                | KLE 174 Mittelalterliche bis neuzeitliche Stadtbefestigung Kranenburg               | Kranenburg Ortskern Kranenburg            |              |         | 11.01.1990            | 2               |
|                | KLE 205 Neuzeitliche Wurt, sog. Poll                                                | Niel Zyfflicher Straße                    |              |         | 18.12.1995            | 3               |
|                | KLE 220 Westwall Bunker Nütterden                                                   | Nütterden Wolfsbergstraße 7               |              |         | 08.01.1997            | 4               |
| weitere Bilder | KLE 233 Mittelalterliche Motte bzw. Burg Alde Borg                                  | Kranenburg Tiggelstraße / Alde Börg Karte |              |         | 10.09.2004            | 5               |
|                | KLE 237 Westwall Panzer- und Schützengraben                                         | Frasselt Reichswald an der B504 Miehsohl  |              |         | 10.12.2008            | 7               |
|                | KLE 230 Mittelalterliche bis neuzeitliche Wasserburg Haus Zelem (+ ehem. 09)        | Mehr Zelemer Weg 14/15                    |              |         | 29.11.2004            | 8               |
|                | KLE 019 Eisenzeitliche Grabhügelgruppe                                              | Frasselt Reichswald                       |              |         | 09.11.2015            | 10              |
|                | KLE 020 Eisenzeitliche Grabhügelgruppe                                              | Frasselt Reichswald                       |              |         | 09.11.2015            | 11              |
|                | KLE 068a Grabhügelfeld (ehem. auch 06)                                              | Kranenburg Reichswald                     |              |         | 09.11.2015/19.12.1987 | 12              |
|                | KLE 103 Eisenzeitlicher Grabhügelgruppe                                             | Kranenburg Reichswald                     |              |         | 09.11.2015            | 13              |
|                | KLE 106 Eisenzeitliche Grabhügelgruppe und Feldstellungen aus dem Zweiten Weltkrieg | Kranenburg Reichswald                     |              |         | 09.11.2015            | 14              |
|                | KLE 109 Eisenzeitliche Grabhügelgruppe                                              | Kranenburg Reichswald                     |              |         | 09.11.2015            | 15              |
|                | KLE 110 Eisenzeitliches Grabhügelfeld                                               | Kranenburg Reichswald                     |              |         | 09.11.2015            | 16              |
|                | KLE 118 Eisenzeitliche Grabhügelgruppe                                              | Kranenburg Reichswald                     |              |         | 09.11.2015            | 17              |
|                | KLE 119 Eisenzeitliche Grabhügelgruppe                                              | Kranenburg Reichswald                     |              |         | 09.11.2015            | 18              |
|                | KLE 249 Eisenzeitlicher Grabhügel                                                   | Kranenburg Reichswald                     |              |         | 09.11.2015            | 19              |
|                | KLE 018 Mittelalterlicher Spykerhügel                                               | Frasselt Reichswald                       |              |         | 20.01.2014            | 20              |
|                | KLE 069 Eisenzeitliches Grabhügelfeld                                               | Kranenburg Reichswald                     |              |         | 09.11.2015            | 21              |
|                | KLE 107 Eisenzeitliche Grabhügelgruppe                                              | Kranenburg Reichswald                     |              |         | 09.11.2015            | 22              |
|                | KLE 108 Eisenzeitliche Grabhügelgruppe                                              | Kranenburg Reichswald                     |              |         | 09.11.2015            | 23              |
|                | KLE 111 Eisenzeitliches Grabhügelfeld                                               | Kranenburg Reichswald                     |              |         | 09.11.2015            | 24              |
|                | KLE 112 Eisenzeitliches Grabhügelfeld                                               | Kranenburg Reichswald                     |              |         | 09.11.2015            | 25              |
|                | KLE 113 Eisenzeitliche Grabhügel                                                    | Kranenburg Reichswald                     |              |         | 09.11.2015            | 26              |
|                | KLE 120 Eisenzeitlicher Grabhügel                                                   | Kranenburg Reichswald                     |              |         | 09.11.2015            | 27              |
|                | KLE 069a Eisenzeitliches Grabhügelfeld                                              | Kranenburg Reichswald                     |              |         | 09.11.2015            | 28              |
|                | KLE 263 Grenzbefestigung aus dem Ersten und Zweiten Weltkrieg im Reichswald         | Kranenburg Reichswald                     |              |         | 09.11.2015            | 29              |
|                | KLE 264 Grenzbefestigung aus dem Ersten und Zweiten Weltkrieg                       | Kranenburg Reichswald                     |              |         | 09.11.2015            | 30              |
|                | KLE 265 Grenzbefestigung aus dem Ersten und Zweiten Weltkrieg im Reichswald         | Kranenburg Reichswald                     |              |         | 09.11.2015            | 31              |
|                | KLE 287 Bunker, Unterstand                                                          | Nütterden Antoniusweg (Friedhof)          |              |         | 17.05.2018            | 32              |
|                | KLE 288 Bunker, Unterstand                                                          | Nütterden Haydnweg                        |              |         | 17.05.2018            | 33              |
|                | KLE 289 Bunker, Unterstand                                                          | Nütterden Papiermühle                     |              |         | 17.05.2018            | 34              |
|                | KLE 270 Deutsche Felstellungen aus dem Zweiten Weltkrieg                            | Kranenburg; Frasselt Reichswald           |              |         | 20.03.2019            | 35              |
|                | KLE 271 Panzerstellung aus dem Zweiten Weltkrieg                                    | Kranenburg Reichswald                     |              |         | 23.05.2019            | 36              |
|                | KLE 272 Waldbahn                                                                    | Kranenburg; Frasselt Reichswald           |              |         | 23.05.2019            | 37              |
|                | KLE 121 Neuzeitliche Köhlerplatten                                                  | Frasselt Reichswald                       |              |         | 11.06.2019            | 38              |
|                | KLE 276 Feldstellungen der 2. Linie der Reichswaldstellung von 1944/45              | Kranenburg Reichswald                     |              |         | in Abstimmung         | 39              |
|                | KLE 277 Geschützstellung der 2. Linie der Reichswaldstellung von 1944/45            | Kranenburg Reichswald                     |              |         | in Abstimmung         | 40              |
|                | KLE 280 Deckungsgräben aus der 1.-3. Reichswaldstellung von 1944/45                 | Kranenburg Reichswald                     |              |         | in Abstimmung         | 41              |